# Nuoto ai V Giochi panamericani
Il nuoto ai Giochi panamericani 1967 ha visto lo svolgimento di 29 gare, 15 maschili e 14 femminili.

## Medagliere
| #      | Nazione     | Oro | Argento | Bronzo | Totale |
| ------ | ----------- | --- | ------- | ------ | ------ |
| 1      | Stati Uniti | 25  | 16      | 9      | 50     |
| 2      | Canada      | 3   | 12      | 12     | 27     |
| 3      | Brasile     | 2   | 0       | 1      | 3      |
| 4      | Uruguay     | 0   | 1       | 2      | 3      |
| 5      | Argentina   | 0   | 0       | 3      | 3      |
| 6      | Colombia    | 0   | 0       | 1      | 1      |
| 6      | Porto Rico  | 0   | 0       | 1      | 1      |
| Totale | Totale      | 29  | 29      | 29     | 87     |

## Podi

### Uomini
| Evento               | Oro                                                                  | Prest.   | Argento                                                      | Prest.   | Bronzo                                                                      | Prest.   |
| Stile libero         |                                                                      |          |                                                              |          |                                                                             |          |
| 100 m                | Don Havens                                                           | 53"79    | Zach Zorn                                                    | 53"97    | Sandy Gilchrist                                                             | 54"85    |
| 200 m                | Don Schollander                                                      | 1'56"01  | Ralph Hutton                                                 | 1'58"44  | Julio Arango                                                                | 2'01"77  |
| 400 m                | Greg Charlton                                                        | 4'10"23  | Ralph Hutton                                                 | 4'11"88  | Mike Burton                                                                 | 4'15"74  |
| 1500 m               | Mike Burton                                                          | 16'44"40 | Ralph Hutton                                                 | 16'51"81 | Andy Strenk                                                                 | 17'03"43 |
| Dorso                |                                                                      |          |                                                              |          |                                                                             |          |
| 100 m                | Charles Hickcox                                                      | 1'01"19  | Fred Haywood                                                 | 1'02"45  | Jim Shaw                                                                    | 1'02"87  |
| 200 m                | Ralph Hutton                                                         | 2'12"55  | Charles Hickcox                                              | 2'13"05  | Charles Goettsche                                                           | 2'15"94  |
| Rana                 |                                                                      |          |                                                              |          |                                                                             |          |
| 100 m                | José Sylvio Fiolo                                                    | 1'07"52  | Russ Webb                                                    | 1'09"13  | Ken Merten                                                                  | 1'09"32  |
| 200 m                | José Sylvio Fiolo                                                    | 2'30"42  | Robert Momsen                                                | 2'31"01  | Ken Merten                                                                  | 2'34"17  |
| Farfalla             |                                                                      |          |                                                              |          |                                                                             |          |
| 100 m                | Mark Spitz                                                           | 56"20    | Ross Wales                                                   | 57"04    | Luis Alberto Nicolao                                                        | 58"63    |
| 200 m                | Mark Spitz                                                           | 2'06"42  | Tom Arusoo                                                   | 2'10"70  | Mike Burton                                                                 | 2'13"26  |
| Misti                |                                                                      |          |                                                              |          |                                                                             |          |
| 200 m                | Douglas Russell                                                      | 2'13"22  | William Utley                                                | 2'13"68  | Sandy Gilchrist                                                             | 2'16"61  |
| 400 m                | William Utley                                                        | 4'48"12  | Kenneth Webb                                                 | 4'50"89  | Sandy Gilchrist                                                             | 4'55"60  |
| Staffette            |                                                                      |          |                                                              |          |                                                                             |          |
| 4x100 m stile libero | Stati Uniti Ken Walsh Mike Fitzmaurice Mark Spitz Don Schollander    | 3'34"08  | Canada Ralph Hutton Robert Kasting Sandy Gilchrist Ron Jacks | 3'40"82  | Argentina Mario de Lucca Carlos Van der Maath Juan Carranza Luis Nicolao    | 3'45"50  |
| 4x200 m stile libero | Stati Uniti Don Schollander Charlie Hickcox Greg Charlton Mark Spitz | 8'00"46  | Canada Sandy Gilchrist Ron Jacks Robert Kasting Ralph Hutton | 8'07"16  | Argentina Héctor Scerbo Mario de Lucca Carlos Van der Maath Luis Nicolao    | 8'19"48  |
| 4x100 m misti        | Stati Uniti Douglas Russell Russ Webb Mark Spitz Ken Walsh           | 3'59"31  | Canada William Mahony Sandy Gilchrist Ron Jacks Jim Shaw     | 4'04"29  | Brasile Ilson Asturiano João Costa Lima Neto José Sylvio Fiolo Waldyr Ramos | 4'06"64  |

### Donne
| Evento               | Oro                                                                | Prest.  | Argento                                                           | Prest.  | Bronzo                                                              | Prest.  |
| Stile libero         |                                                                    |         |                                                                   |         |                                                                     |         |
| 100 m                | Erika Bricker                                                      | 1'00"89 | Marion Lay                                                        | 1'01"02 | Pokey Watson                                                        | 1'01"54 |
| 200 m                | Pam Kruse                                                          | 2'11"91 | Marion Lay                                                        | 2'14"68 | Angela Coughlan                                                     | 2'15"66 |
| 400 m                | Debbie Meyer                                                       | 4'32"64 | Pam Kruse                                                         | 4'42"81 | Angela Coughlan                                                     | 4'48"88 |
| 800 m                | Debbie Meyer                                                       | 9'22"86 | Susan Pedersen                                                    | 9'38"37 | Angela Coughlan                                                     | 9'48"56 |
| Dorso                |                                                                    |         |                                                                   |         |                                                                     |         |
| 100 m                | Elaine Tanner                                                      | 1'07"32 | Kaye Hall                                                         | 1'09"76 | Shirley Cazalet                                                     | 1'11"33 |
| 200 m                | Elaine Tanner                                                      | 2'24"55 | Kendis Moore                                                      | 2'30"38 | Cathy Ferguson                                                      | 2'32"48 |
| Rana                 |                                                                    |         |                                                                   |         |                                                                     |         |
| 100 m                | Catie Ball                                                         | 1'14"80 | Ana María Norbis                                                  | 1'15"95 | Cynthia Goyette                                                     | 1'19"39 |
| 200 m                | Catie Ball                                                         | 2'42"18 | Claudia Kolb                                                      | 2'48"93 | Ana María Norbis                                                    | 2'52"11 |
| Farfalla             |                                                                    |         |                                                                   |         |                                                                     |         |
| 100 m                | Eleanor Daniel                                                     | 1'05"24 | Elaine Tanner                                                     | 1'05"35 | Marilyn Corson-Whitney                                              | 1'07"68 |
| 200 m                | Claudia Kolb                                                       | 2'25"49 | Lee Davis                                                         | 2'26"74 | Marilyn Corson-Whitney                                              | 2'30"54 |
| Misti                |                                                                    |         |                                                                   |         |                                                                     |         |
| 200 m                | Claudia Kolb                                                       | 2'26"06 | Susan Pedersen                                                    | 2'30"91 | Sandra Dowler                                                       | 2'36"18 |
| 400 m                | Claudia Kolb                                                       | 5'09"68 | Susan Pedersen                                                    | 5'21"57 | Marilyn Corson-Whitney                                              | 5'36"75 |
| Staffette            |                                                                    |         |                                                                   |         |                                                                     |         |
| 4x100 m stile libero | Stati Uniti Wendy Fordyce Pam Carpinelli Linda Gustavson Pam Kruse | 4'04"57 | Canada Marion Lay Angela Coughlan Elaine Tanner Sandra Smith      | 4'09"73 | Porto Rico Ana Marcial Kristina Moir Melanie Laporte Anita Lallande | 4'26"56 |
| 4x100 m misti        | Stati Uniti Kendis Moore Catie Ball Ellie Daniel Wendy Fordyce     | 4'30"0  | Canada Elaine Tanner Donna Ross Marilyn Corson-Whitney Marion Lay | 4'40"88 | Uruguay Themis Trama Ana Norbis Lylian Castillo Ruth Apt            | 4'49"27 |